# 三民主义青年团中央团部旧址

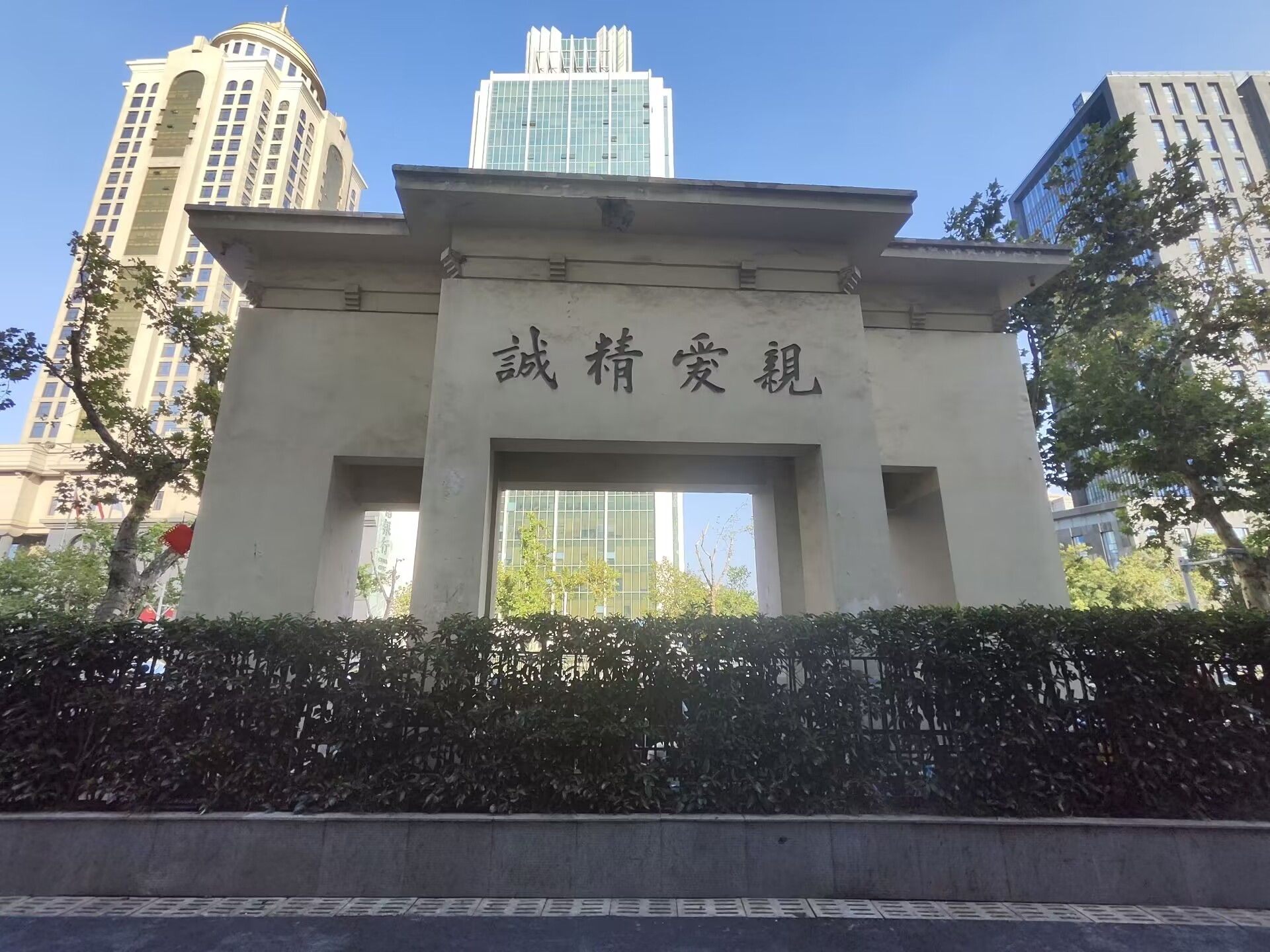
三民主义青年团中央团部旧址大门，上书蒋介石手书“亲爱精诚”

三民主义青年团中央团部旧址是位于中國江蘇省南京市鼓樓區中山路291号的一處南京民國建築。
該建築建於1935年，建成時占地2580平方米，有钢筋混凝土结构的西式二层楼一幢、西式三层楼一幢、平房5座、木结构的平房5间、厕所5间、礼堂一幢，车篷2栋。三民主义青年团成立後，這裡成為該組織的總部。三民主义青年团該組成中国国民党中央党部青年部後，這裡又是青年部的辦公地址。中華人民共和國成立後，這裡又被南京红十字血液中心等单位使用。截至21世紀初，两幢西式大楼保以及大门留存，大門上有蒋介石手书的“亲爱精诚”四个大字。